# 2 Kaukaski Pułk Strzelców (Imperium Rosyjskie)
2 Kaukaski pułk strzelców (ros. 2-й  Кавказский стрелковый полк) – oddział piechoty armii Imperium Rosyjskiego.

## Charakterystyka
Sformowany w 1870. Stacjonował między innymi w m. Tbilisi.

 W przededniu I wojny światowej pułk etatowo posiadał dwa bataliony po cztery kompanie oraz kompanię tyłową. Kompania piechoty czasu wojny liczyła około 240 żołnierzy i 4–5 oficerów. Na szczeblu pułku występował także pododdział karabinów maszynowych (8 km), łączności (w tym 14 konnych gońców i 21 telefonistów) i zwiadowczy (64 zwiadowców, w tym 4 kolarzy).

## Podporządkowanie
Lipiec 1914:
- 1 Kaukaski Korpus Armijny – Tbilisi[7]
  - 1 Kaukaska Brygada Strzelców – Tbilisi
    - 2 Kaukaski pułk strzelców – Tbilisi